# Kaarli (Mulgi)
Kaarli – wieś w Estonii, w prowincji Viljandi, w gminie Mulgi.